# Kyle Davidson
Kyle Davidson, född 1 juli 1988, är en kanadensisk idrottsledare och befattningshavare som är general manager för ishockeyorganisationen Chicago Blackhawks i National Hockey League (NHL).
Han avlade kandidatexamen i sportledarskap vid Laurentian University. Efter studierna började han 2009 att arbeta för Ottawa Senators (NHL) och deras avdelning för supporterrelationer. Året därpå fick Davidson en praktikplats hos Chicago Blackhawks som hockey/videoanalytiker. Mellan 2012 och 2018 arbetade han för ishockeyorganisationens administration och innehade olika chefspositioner. År 2018 blev han utsedd till assistent till den dåvarande general managern Stan Bowman. Året därpå befordrades Davidson till assisterande general manager, medan han i oktober 2021 fick ta över tillfälligt efter Bowman när denne lämnade sina positioner inom Blackhawks. Den 1 mars 2022 fick han positionen permanent.
Davidson har varit med och vinna Stanley Cup med Blackhawks för säsongerna 2012–2013 och 2014–2015.